# Fédération des syndicats autonomes de Côte d'Ivoire
La Fédération des syndicats autonomes de Côte d'Ivoire (FESACI) est une fédération syndicale ivoirienne fondée en 1992. Elle est affiliée à la Confédération syndicale internationale (CSI). 

## Histoire
La confédération est Fondée en 1992. Le colonel Dohia Mamadou Traoré, est élu à la tête de la fédération lors du congrès extraordinaire des 6 et 7 août 2005 qui se tient à l'Académie régionale des sciences et techniques de la mer de Yopougon.

## Organisations affiliées
La fédération regroupe plusieurs syndicats. 
- Syndicat national de l'enseignement de base de Côte d'Ivoire SNEBACI
- Syndicat national des agents de douane de Côte d'Ivoire SYNADCI
- Association syndicale des agents du trésor de Côte d'Ivoire ASAT-CI
- Syndicat autonome des conducteurs de véhicules de transport de Côte d'Ivoire SACOVETCI
- Syndicat autonome des employés du secteur gazier et pétrolier de Côte d'Ivoire SAGEPCI
- Syndicat des travailleurs de la SOTRA SYNTRAS
- SYNATEB-U-CI
- SYNAT CAI-H
- Convergence
- SYNAGCI
- SYNATIMBO
- SYNATRA-NSP
- SYNATREPCI
- SYNCOCI
- SYSAFCI
- UGEDCI